# Le Village du péché

Le Village du péché (Бабы рязанские, Baby rjasanskije) est un film soviétique muet d'Olga Preobrajenskaïa sorti en 1927.
La traduction littérale du titre russe est « Les femmes de Riazan », du nom de la ville (située à 196 km au sud-est de Moscou) où se déroule l'action.

## Synopsis
Au printemps 1914, un père tyrannique, Vassili, remarié à une femme acariâtre et velléitaire, Loukeria, décide du mariage de son fils Ivan et de sa fille Wassilissa. Son choix se porte sur Anna que son fils Ivan aime mais que lui-même convoite. Loukeria ne cache pas son mépris envers la jeune femme, mariée sans dot.
En revanche, sa fille, Wassilissa, est éprise d'un forgeron, Nicolas, que le père méprise. Elle décide de quitter la maison familiale pour s'installer avec le jeune homme.
À la déclaration de guerre les hommes partent combattre. Le père profite de l'absence de son fils pour violer sa belle-fille, suscitant la jalousie de sa femme. Anna donne naissance à un enfant. Sa belle-mère répand dans le village la rumeur de la faute d'Anna.
À la fin de la guerre, Ivan n'étant pas revenu est considéré comme disparu. Wassilissa, de son côté, retrouve son mari et obtient la permission de créer un orphelinat dans un château abandonné.
Le jour de la fête de l'Assomption, deux ans plus tard, Ivan réapparait. Il était retenu prisonnier. Découvrant l'enfant qui n'est pas le sien, il repousse sa femme. Désespérée par l'injustice et l'humiliation, Anna se suicide.

## Fiche technique
- Titre français : Le Village du péché
- Titre original : Бабы рязанские, Baby rjasanskije
- Réalisation : Olga Preobrajenskaïa et Ivan Pravov
- Scénario : Boris Altchouler et Olga Vichnevskaia
- Photographie : Konstantin Kouznetsov
- Production : Sovkino
- Pays d'origine :  Union soviétique
- Format : noir, sépia et blanc, muet[1]
- Durée : 67 minutes
- Date de sortie :
  - Union soviétique : 13 décembre 1927
- Ce film a été restauré par l’Université de Chicago (USA) en 2005. Il a été ajouté une musique originale de Sergeï Dreznin et des chants de femmes enregistrés entre 1950 et 2005 dans le village de Riazan (production Lobster Films).

## Distribution
- Gueorgui Bobynine : Ivan
- Elena Maksimova : Loukeria
- O. Narbekova
- Raïssa Poujnala : Anna
- M. Saveliev
- Emma Tsesarskaia : Wassilissa
- Kouzma Yastrebitski : Vassili

## Commentaires
Ce film mélange la fiction à des moments particuliers de la vie rurale en Russie sur un mode documentaire : la lessive de printemps, le mariage, la moisson, la fête de l'Assomption... Le regard « sans moralisme ni jugement » que porte la cinéaste sur les deux héroïnes fait de cette œuvre le « premier film féministe de l'ère soviétique ».
Ce film a été tourné pendant les années 1926 et 1927 (cycle des saisons) dans le véritable village de Riazan, sur la rivière Oka.